# Ichiko Aoba
Ichiko Aoba (japonês: 青葉市子) é uma cantora e compositora japonesa nascida em Urayasu, Chiba e criada em Kyoto, Japão. No momento, ela tem um contrato com a gravadora Speedstar Records.
Pouco se sabe sobre ela, tanto pessoalmente como artisticamente, pois valoriza muito a privacidade. Até momento, Aoba lançou oito álbuns de estúdio e cinco álbuns ao vivo, incluindo colaborações.

## Discografia

### Álbuns de estúdio
- 2010: Kamisori Otome (剃刀乙女)
- 2011: Origami (檻髪)
- 2012: Utabiko (うたびこ)
- 2013: 0
- 2014: NUUAMM (colaboração com Mahi to the People)
- 2016: Mahoroboshiya (マホロボシヤ)
- 2017: w/ave (colaboração com Mahi to the People, sob o nome NUUAMM)
- 2018: qp [5]
- 2020: Windswept Adan (ア ダ ン の 風)
- 2025: Luminescent Creatures

### Álbuns ao vivo
- 2011: Kaizokuban (かいぞくばん)
- 2011: Hi no ko (火のこ) (com Kazuhisa Uchihashi)
- 2013: Radio (ラヂヲ) (com The Fairies)
- 2014: 0%
- 2017: Pneuma (プネウマ) (com Jun Miyake, Tatsuhisa Yamamoto e Hitoshi Watanabe)

### Participações em faixas
- 2013: Yura Yura - Ovall (Dawn)
- 2013: Soto wa Senjou da yo (外は戦場だよ) - Cornelius (Ghost in the Shell Arise (Original Soundtrack))